# 欧方营地
欧方营地，位于四川省攀枝花市盐边县，是参与二滩水电站建设的国外工作者居住的地方。占地363亩，房屋109栋，建筑面积22876.15平方米左右。1992年-2000年间，来自42个国家的外国工作者及他们的家人约1200人先后在此居住。原址目前作为一家酒店管理。